# Zijanidák
A Zijanidák,, avagy Abdalvadidák egy késő középkori muszlim dinasztia, amely a mai Algéria területén uralkodott. A mai Algéria egyik elődállamának tekinthető. A13. század közepe és a 16. század közepe között uralkodott, a Tilimszáni Királyság nevezetű területükön. Dinasztikus elődje – rövid marokkói fennhatóságot leszámítva – a Hammádidák voltak. A 15. században gyengülásnek indult, majd a 16.század közepére a terület az Oszmán Birodalom uralma alá került. Több tengerparti városa is Spanyol uralom alá került a 16. század elejekor többek között Orán és Algír is.

## Uralkodók
| Uralkodó                    | Születési idő | Halálozási idő          | Élethossz | Uralkodási idő               | Uralkodási évek | Megjegyzés    |
| --------------------------- | ------------- | ----------------------- | --------- | ---------------------------- | --------------- | ------------- |
| I. Abú Jahia                | 1206          | 1283 februárja/márciusa | 77 év     | emír: 1236 – 1283            | 47 év           |               |
| I. Abú Szaid                | ?             | 1304                    | ? év      | emír: 1283 – 1304            | 21 év           |               |
| I. Abú Zajjan               | ?             | 1308. április 14.       | ? év      | emír: 1304 – 1308            | 4 év            |               |
| I. Abú Hammú                | 1266          | 1318. július 22.        | 52 év     | emír: 1308 – 1318            | 10 év           |               |
| I. Abú Tasufin              | 1293          | 1337. május 2.          | 44 év     | emír: 1318 – 1337            | 19 év           |               |
| Marokkói uralom 1337 – 1348 |               |                         |           |                              |                 |               |
| II. Abú Szaid               | ?             | 1352. június 25.        | ? év      | emír: 1348 – 1352            | 4 év            |               |
| I. Abú Thábit               | ?             | 1352                    | ? év      | emír: 1348 – 1352            | 4 év            | Társuralkodó. |
| Marokkói uralom 1352 – 1359 |               |                         |           |                              |                 |               |
| II. Abú Hammú               | 1323/1324     | 1389. november 21.      | 64–65 év  | emír: 1359 – 1389            | 30 év           |               |
| II. Abú Tasufin             | 1351          | 1393. május 29.         | 42 év     | emír: 1389 – 1393            | 4 év            |               |
| II. Abú Thábit              | ?             | 1393                    | ? év      | emír: 1393                   | 1 év            |               |
| Abu-l-Haddzsadzs            | ?             | 1393 decembere          | ? év      | emír: 1393                   | 1 év            |               |
| II. Abú Zajjan              | ?             | 1399                    | ? év      | emír: 1393 – 1399            | 6 év            |               |
| I. Abú Muhammad             | ?             | 1401                    | ? év      | emír: 1399 – 1401            | 2 év            |               |
| III. Mohammed               | ?             | 1411                    | ? év      | emír: 1401 – 1411            | 10 év           |               |
| Szaíd                       | ?             | 1411                    | ? év      | emír: 1411                   | 1 év            |               |
| I. Abú Málik                | ?             | 1430. július 26.        | ? év      | emír: 1411 – 1424, ld. alább | 13 év           |               |
| II. Abdullah                | ?             | 1430                    | ? év      | emír: 1424 – 1428, ld. alább | 4 év            |               |
| I. Abú Málik (2x)           | ?             | 1430. július 26.        | ? év      | emír: 1428 – 1430            | 2 év            |               |
| II. Abdullah (2x)           | ?             | 1430                    | ? év      | emír: 1430                   | 1 év            |               |
| I. Ahmed                    | ?             | 1463. augusztus 1.      | ? év      | emír: 1431 – 1463            | 32 év           |               |
| III. Abdullah               | ?             | 1470                    | ? év      | emír: 1463 – 1470            | 7 év            |               |
| III. Abú Tásufín            | ?             | 1470                    | ? év      | emír: 1470                   | 1 év            |               |
| IV. Abdullah                | ?             | 1505                    | ? év      | emír: 1470 – 1505            | 35 év           |               |
| V. Abdullah                 | ?             | 1516                    | ? év      | emír: 1505 – 1516            | 11 év           |               |
| III. Abú Hammú              | ?             | 1528                    | ? év      | emír: 1517 – 1528            | 11 év           |               |
| II. Abú Muhammad            | ?             | 1540                    | ? év      | emír: 1528 – 1540            | 12 év           |               |
| VI. Abdullah                | ?             | 1543                    | ? év      | emír: 1540, ld. alább        | 1 év            |               |
| III. Abú Zajjan             | ?             | 1550                    | ? év      | emír: 1540 – 1543, ld. alább | 3 év            |               |
| VI. Abdullah (2x)           | ?             | 1543                    | ? év      | emír: 1543                   | 1 év            |               |
| Spanyol uralom 1543–1544    |               |                         |           |                              |                 |               |
| III. Abú Zajjan (2x)        | ?             | 1550                    | ? év      | emír: 1544 – 1550            | 6 év            |               |
| Al Haszan                   | ?             | 1558                    | ? év      | emír: 1550 – 1555            | 5 év            |               |
| 1555-től oszmán uralom      |               |                         |           |                              |                 |               |